# Kampagne „Hart zuschlagen“
Die Antikriminalitätskampagne „Hart zuschlagen!“ (chinesisch 嚴厲打擊刑事犯罪活動 / 严厉打击刑事犯罪活动, Pinyin Yánlì dǎjī xíngshì fànzuì huódòng) war eine massive Kampagne zur Verbrechensbekämpfung, die im September 1983 begann und von Deng Xiaoping unterstützt wurde, der zu dieser Zeit der „Überragende Führer“ Chinas war. Die Kampagne dauerte drei Jahre und fünf Monate und wurde eingeleitet wegen der landesweiten Verschlechterung der öffentlichen Sicherheit nach der Kulturrevolution (1966–1976) unter Mao Zedong.
Nach der Kulturrevolution stiegen die Kriminalitätsraten in China – einschließlich Vermögensdelikte – auch nach Angaben der chinesischen Regierung stark an. Nach Angaben des chinesischen Ministeriums für öffentliche Sicherheit gab es 1980 landesweit über 750.000 Straftaten und 50.000 „schwere Fälle“, 1981 waren es 890.000 und 67.000, und 1982 waren es 740.000 und 64.000.
Die „Hart zuschlagen!“-Kampagne wurde in der frühen Phase des „rechtlichen Wiederaufbaus“ in China gestartet, als das Rechtssystem in der Kulturrevolution fast zerstört worden war. Das Strafrecht Chinas trat 1980 in Kraft und die neue Verfassung Chinas wurde 1982 verabschiedet.
Während der „drei Schlachten“ der „Hart zuschlagen!“-Kampagne wurden ungefähr 197.000 sogenannte „kriminelle Gruppen“ niedergeschlagen, 1,772 Millionen Menschen wurden verhaftet und 1,747 Millionen Menschen wurden gesetzlich bestraft, 24.000 wurden zum Tode verurteilt. Unmittelbar wirkte sich die Kampagne positiv auf die öffentliche Sicherheit aus. Eine Reihe der im Rahmen der Sippenhaft festgenommenen (einige erhielten sogar die Todesstrafe) waren Kinder oder Verwandte von Regierungsbeamten auf verschiedenen Ebenen, darunter der Enkel von Zhu De, was den Grundsatz demonstrierte, dass „alle vor dem Gesetz gleich sind“.
Es gab jedoch auch Kontroversen darüber, ob einige der rechtlichen Strafen zu hart waren und ob die rechtlichen Prozesse in vielen Fällen vollständig und streng waren. Darüber hinaus ist die langfristige Auswirkung der „Hart zuschlagen!“ -Kampagne auf die Verbesserung der öffentlichen Sicherheit weitgehend umstritten.